# Gainár
Gainár, másképp Oláhtyúkos, Korláttelke, románul: Poenița, német nyelven Konradsdorf, Hühnerdorf, falu Romániában, Erdélyben, Szeben megyében.

## Fekvése
Alsóárpástól és Kerctől északnyugatra, Oláhújfalu nyugati szomszédjában fekvő település.

## Története
Nevét 1357-ben említette először oklevél Corlathteluke néven.
További névváltozatai: 1375-ben Chonradi villa, 1382-ben p. Koralatthelke, villa Conradi (Ub II. 136, 436, 551, 556, 559), 1509-ben Korlathelke (Scheiner 53), 1733-ban Gejnár, 1750-ben Geinar, 1760–1762 között Gainar, 1805-ben Gajnár, 1808-ban Tyukos (Oláh-), Gajnáriu, 1861-ben Oláh-Tyukos, Teckes, Gainár, 1888-ban Oláhtyukos (Gainár), 1913-ban Gainár.
1536-ban Gaynar másként Korlaththelke Kozárvári Lászlóné Bánffy Katalin ősi birtokai közé tartozott, aki a birtok felét ekkor
eladta Tomori Miklósnak (KmJkv 4587, 4589).
A trianoni békeszerződés előtt Fogaras vármegye Alsóárpási járásához tartozott.
1850-ben 287 lakosa volt, melyből 275 román, 12 magyar volt. 1880-ban 295 lakosából 287 román, 8 magyar, 1890-ben 264 lakosából 219 román, 1900-ban 315 lakosából 301 román, 4 magyar volt.
1910-ben 293 lakosából 4 magyar, 281 román volt, melyből 4 római katolikus, 153 görögkatolikus, 134 görögkeleti ortodox volt.
1966-ban 149 lakosából 148 román, 1992-ben 32 román, 2002-ben pedig 18 román lakosa volt.